# Sdružení obcí Borsko
Mikroregion BORSKO – Dobrovolný svazek obcí se nachází v jihozápadní části okresu Tachov při hranicích mezi Českou republikou a Spolkovou republikou Německo. Od roku 2001 je okres Tachov součástí vyššího územně samosprávného celku Plzeňského kraje.
Takto vymezené území mikroregionu zaujímá rozlohu 324,26 km² a k 1.3.2001 v něm žilo 9 154 obyvatel. Sdružuje celkem 7 obcí a byl založen v roce 1999. Jádrem mikroregionu je město Bor, které je přirozeným spádovým centrem pro jihozápadní část okresu Tachov.
Hlavním cílem Dobrovolného svazku obcí je zvýšení kvality a dostupnosti informací o Mikroregionu Borsko a tím přispění ke zvýšení atraktivity této oblasti pro rekreaci a turistiku pro návštěvníky Čech, sousedního Bavorska i ostatních evropských států.
I když území mikroregionu nepatří k nejnavštěvovanějším oblastem Plzeňského kraje, získává si zdejší zachovalá příroda v posledních letech stále více obdivovatelů. V půvabně zvlněné krajině po obou stranách hranice, s četnými lesy a rybníky, snadno nalezne předmět svého zájmu široký okruh návštěvníků. Nabízí se zde mnoho možností pro pěší turistiku, cykloturistiku a řadu dalších sportovních i odpočinkových aktivit spojených s pobytem v přírodě (běžkaření, koupání, rybaření, houbaření, sběr lesních plodů, jízdu na koni a další).
Vedle kvalitního přírodního prostředí se může zdejší region pochlubit i řadou hodnotných kulturně historických památek. Území leží při historických zemských stezkách do Bavor. Kraj je nepřetržitě osídlen od doby kamenné a návštěvník se zde doslova na každém kroku setkává s památkami minulosti, a to jak na straně české, tak na straně bavorské. Prakticky celé území je velmi zajímavé i z hlediska lidové architektury.

## Obce sdružené v mikroregionu
- Bor
- Hošťka
- Přimda
- Rozvadov
- Staré Sedliště
- Stráž
- Třemešné